# 강서 주씨
강서 주씨(姜徐朱氏)는 중국 명나라의 국성이다.
강서 주씨는 고대 삼황의 염제신농씨에서 나왔다. 염제의 자손들이 별호인 염제주양씨(炎帝朱襄氏)의 주(朱)자를 따서 주씨가 되었다고 한다. 염제신농씨 계통은 5000여년의 기원을 가지고 있다. 명나라의 황제 홍무제(주원장)의 손자인 건문제 주윤문은 염제주양씨릉에 참배하였다고 한다.

## 같이 보기
- 한족
- 명나라
- 남명
- 명나라의 황제
- 동녕국